# Chaerophyllum orientale
Chaerophyllum orientale är en flockblommig växtart som beskrevs av Carl Ludwig von Willdenow och Pierre Edmond Boissier. Chaerophyllum orientale ingår i släktet rotkörvlar, och familjen flockblommiga växter. Inga underarter finns listade i Catalogue of Life.